# ブリーダーズカップ・ディスタフ
ブリーダーズカップ・ディスタフ（Breeders' Cup Distaff）とは1984年に創設されたアメリカ競馬の祭典であるブリーダーズカップ・ワールド・サラブレッド・チャンピオンシップで行われる3歳以上牝馬限定のダート9ハロンの競走である。
アメリカ競馬のダート牝馬路線の1年を締め括る最高峰の競走でその年のアメリカの最強女王決定戦の位置付けをし、牝馬限定の競走ではBCフィリー&メアターフと並んで世界最高賞金額を誇る。
日本ではBCディスタフ（ビーシーディスタフ）と簡略化されることが多く、2008年から2012年まではブリーダーズカップ・レディーズクラシックの名称で開催されており、その当時はBCレディーズクラシック（ビーシーレディーズクラシック）と簡略化されることが多かった。

## 歴史
- 1984年 創設。
- 1988年 12連勝中、無敗のPersonal Ensign（パーソナルエンスン）が牝馬でケンタッキーダービー優勝をしたWinning Colors（ウイニングカラーズ）との死闘を演じ優勝。
- 1990年 1番人気のGo For Wand（ゴーフォーワンド）が競走中に骨折、予後不良となる。
- 1991年 カナダの三冠馬Dance Smartly（ダンススマートリー）が優勝。
- 1995年 Inside Information（インサイドインフォメーション）が2着に13馬身1/2差をつけて圧勝し、引退の花道を飾る。
- 2006年 2番人気のPine Island（パインアイランド）が競走中に右球節を脱臼し、予後不良となる。さらに1番人気のFleet Indian（フリートインディアン）も最終コーナーで競走中止。
- 2008年 名称がブリーダーズカップ・レディーズクラシックに変更。
- 2013年 名称をブリーダーズカップ・ディスタフに戻す。
- 2021年 日本調教馬のマルシュロレーヌ(Marche Lorraine)が北米調教外初の優勝。

### 開催競馬場
| 回数   | 開催競馬場                   | 施行距離  |
| ------ | ---------------------------- | --------- |
| 第1回  | ハリウッドパーク競馬場       | ダート10f |
| 第2回  | アケダクト競馬場             | ダート10f |
| 第3回  | サンタアニタパーク競馬場     | ダート10f |
| 第4回  | ハリウッドパーク競馬場       | ダート10f |
| 第5回  | チャーチルダウンズ競馬場     | ダート9f  |
| 第6回  | ガルフストリームパーク競馬場 | ダート9f  |
| 第7回  | ベルモントパーク競馬場       | ダート9f  |
| 第8回  | チャーチルダウンズ競馬場     | ダート9f  |
| 第9回  | ガルフストリームパーク競馬場 | ダート9f  |
| 第10回 | サンタアニタパーク競馬場     | ダート9f  |
| 第11回 | チャーチルダウンズ競馬場     | ダート9f  |
| 第12回 | ベルモントパーク競馬場       | ダート9f  |
| 第13回 | ウッドバイン競馬場           | ダート9f  |
| 第14回 | ハリウッドパーク競馬場       | ダート9f  |
| 第15回 | チャーチルダウンズ競馬場     | ダート9f  |
| 第16回 | ガルフストリームパーク競馬場 | ダート9f  |
| 第17回 | チャーチルダウンズ競馬場     | ダート9f  |
| 第18回 | ベルモントパーク競馬場       | ダート9f  |
| 第19回 | アーリントンパーク競馬場     | ダート9f  |
| 第20回 | サンタアニタパーク競馬場     | ダート9f  |
| 第21回 | ローンスターパーク競馬場     | ダート9f  |
| 第22回 | ベルモントパーク競馬場       | ダート9f  |
| 第23回 | チャーチルダウンズ競馬場     | ダート9f  |
| 第24回 | モンマスパーク競馬場         | ダート9f  |
| 第25回 | サンタアニタパーク競馬場     | AW9f      |
| 第26回 | サンタアニタパーク競馬場     | AW9f      |
| 第27回 | チャーチルダウンズ競馬場     | ダート9f  |
| 第28回 | チャーチルダウンズ競馬場     | ダート9f  |
| 第29回 | サンタアニタパーク競馬場     | ダート9f  |
| 第30回 | サンタアニタパーク競馬場     | ダート9f  |
| 第31回 | サンタアニタパーク競馬場     | ダート9f  |
| 第32回 | キーンランド競馬場           | ダート9f  |
| 第33回 | サンタアニタパーク競馬場     | ダート9f  |
| 第34回 | デルマー競馬場               | ダート9f  |
| 第35回 | チャーチルダウンズ競馬場     | ダート9f  |
| 第36回 | サンタアニタパーク競馬場     | ダート9f  |
| 第37回 | キーンランド競馬場           | ダート9f  |
| 第38回 | デルマー競馬場               | ダート9f  |
| 第39回 | キーンランド競馬場           | ダート9f  |
| 第40回 | サンタアニタパーク競馬場     | ダート9f  |
| 第41回 | デルマー競馬場               | ダート9f  |
| 第42回 | デルマー競馬場               | ダート9f  |

### 歴代優勝馬
| 回数   | 施行日         | 調教国・優勝馬     | 日本語読み                   | 性齢 | タイム   | 優勝騎手           | 管理調教師       |
| ------ | -------------- | ------------------ | ---------------------------- | ---- | -------- | ------------------ | ---------------- |
| 第1回  | 1984年11月10日 | Princess Rooney    | プリンセスルーニー           | 牝4  | 2:02 2/5 | E.デラフーセイ     | N.ドライスデール |
| 第2回  | 1985年11月2日  | Life's Magic       | ライフズマジック             | 牝4  | 2:02 0/5 | A.コルデロ Jr.     | D.ルーカス       |
| 第3回  | 1986年11月1日  | Lady's Secret      | レディーズシークレット       | 牝3  | 2:01 1/5 | P.デイ             | D.ルーカス       |
| 第4回  | 1987年11月21日 | Sacahuista         | サカウイスタ                 | 牝3  | 2:02 4/5 | R.ロメロ           | D.ルーカス       |
| 第5回  | 1988年11月5日  | Personal Ensign    | パーソナルエンスン           | 牝4  | 1:52 0/5 | R.ロメロ           | C.マゴーヒー     |
| 第6回  | 1989年11月4日  | Bayakoa            | バヤコア                     | 牝5  | 1:47 2/5 | L.ピンカイ Jr.     | R.マッカナリー   |
| 第7回  | 1990年10月27日 | Bayakoa            | バヤコア                     | 牝6  | 1:49 1/5 | L.ピンカイ Jr.     | R.マッカナリー   |
| 第8回  | 1991年11月2日  | Dance Smartly      | ダンススマートリー           | 牝3  | 1:50.95  | P.デイ             | J.デイ           |
| 第9回  | 1992年10月31日 | Paseana            | パセアナ                     | 牝5  | 1:48.17  | C.マッキャロン     | R.マッカナリー   |
| 第10回 | 1993年11月6日  | Hollywood Wildcat  | ハリウッドワイルドキャット   | 牝3  | 1:48.35  | E.デラフーセイ     | N.ドライスデール |
| 第11回 | 1994年11月5日  | One Dreamer        | ワンドリーマー               | 牝6  | 1:50.79  | G.スティーヴンス   | T.プロクター     |
| 第12回 | 1995年10月28日 | Inside Information | インサイドインフォメーション | 牝4  | 1:46.15  | M.スミス           | C.マゴーヒー     |
| 第13回 | 1996年10月26日 | Jewel Princess     | ジュエルプリンセス           | 牝4  | 1:48.40  | C.ナカタニ         | W.ドラージ       |
| 第14回 | 1997年11月8日  | Ajina              | アジナ                       | 牝3  | 1:47.20  | M.スミス           | W.モット         |
| 第15回 | 1998年11月7日  | Escena             | エシーナ                     | 牝5  | 1:49.89  | J.ベイリー         | W.モット         |
| 第16回 | 1999年11月6日  | Beautiful Pleasure | ビューティフルプレジャー     | 牝4  | 1:47.56  | J.シャヴェス       | J.ワード Jr.     |
| 第17回 | 2000年11月4日  | Spain              | スペイン                     | 牝3  | 1:47.66  | V.エスピノーザ     | D.ルーカス       |
| 第18回 | 2001年10月27日 | Unbridled Elaine   | アンブライドルドイレイン     | 牝3  | 1:49.21  | P.デイ             | D.ステュワート   |
| 第19回 | 2002年10月26日 | Azeri              | アゼリ                       | 牝4  | 1:48.64  | M.スミス           | L.ド・セルー     |
| 第20回 | 2003年10月25日 | Adoration          | アドレーション               | 牝4  | 1:49.17  | P.ヴァレンズエラ   | D.ホフマンズ     |
| 第21回 | 2004年10月30日 | Ashado             | アシャド                     | 牝3  | 1:48.26  | J.ヴェラスケス     | T.プレッチャー   |
| 第22回 | 2005年10月29日 | Pleasant Home      | プレザントホーム             | 牝4  | 1:48.34  | C.ヴェラスケス     | C.マゴーヒー     |
| 第23回 | 2006年11月4日  | Round Pond         | ラウンドポンド               | 牝4  | 1:50.50  | E.プラード         | M.マッツ         |
| 第24回 | 2007年10月27日 | Ginger Punch       | ジンジャーパンチ             | 牝4  | 1:50.11  | R.ベハラーノ       | R.フランケル     |
| 第25回 | 2008年10月24日 | Zenyatta           | ゼニヤッタ                   | 牝4  | 1:46.85  | M.スミス           | J.シレフズ       |
| 第26回 | 2009年11月6日  | Life Is Sweet      | ライフイズスウィート         | 牝4  | 1:48.58  | G.ゴメス           | J.シレフズ       |
| 第27回 | 2010年11月5日  | Unrivaled Belle    | アンライヴァルドベル         | 牝4  | 1:50.04  | K.デザーモ         | W.モット         |
| 第28回 | 2011年11月4日  | Royal Delta        | ロイヤルデルタ               | 牝3  | 1:50.78  | J.レスカーノ       | W.モット         |
| 第29回 | 2012年11月2日  | Royal Delta        | ロイヤルデルタ               | 牝4  | 1:48.80  | M.スミス           | W.モット         |
| 第30回 | 2013年11月1日  | Beholder           | ビホルダー                   | 牝3  | 1:47.77  | G.スティーヴンス   | R.マンデラ       |
| 第31回 | 2014年10月31日 | Untapable          | アンタパブル                 | 牝3  | 1:48.68  | R.ナプラヴニク     | S.アスムッセン   |
| 第32回 | 2015年10月30日 | Stopchargingmaria  | ストップチャージングマリア   | 牝4  | 1:48.98  | J.カステリャーノ   | T.プレッチャー   |
| 第33回 | 2016年11月4日  | Beholder           | ビホルダー                   | 牝6  | 1:49.20  | G.スティーヴンス   | R.マンデラ       |
| 第34回 | 2017年11月3日  | Forever Unbridled  | フォーエバーアンブライドルド | 牝5  | 1:50.25  | J.ヴェラスケス     | D.ステュワート   |
| 第35回 | 2018年11月3日  | Monomoy Girl       | モノモイガール               | 牝3  | 1:49.79  | F.ジェルー         | B.コックス       |
| 第36回 | 2019年11月2日  | Blue Prize         | ブループライズ               | 牝6  | 1:50.50  | J.ブラーボ         | I.コラレス       |
| 第37回 | 2020年11月7日  | Monomoy Girl       | モノモイガール               | 牝5  | 1:47.84  | F.ジェルー         | B.コックス       |
| 第38回 | 2021年11月6日  | Marche Lorraine    | マルシュロレーヌ             | 牝5  | 1:47.67  | O.マーフィー       | 矢作芳人         |
| 第39回 | 2022年11月5日  | Malathaat          | マラサート                   | 牝4  | 1:49.07  | J.ヴェラスケス     | T.プレッチャー   |
| 第40回 | 2023年11月4日  | Idiomatic          | イディオマティック           | 牝4  | 1:50.57  | F.ジェルー         | B.コックス       |
| 第41回 | 2024年11月2日  | Thorpedo Anna      | ソーピードアンナ             | 牝3  | 1:49.10  | B.ヘルナンデス Jr. | K.マクピーク     |